# Обухівський Олег Васильович
Оле́г Васи́льович Обухівський (14 березня 1980 — 13 серпня 2014) — капітан 30-ї окремої механізованої бригади Збройних сил України, учасник російсько-української війни.

## Короткий життєпис
Народився 1980 року в селі Чорна (Старокостянтинівський район, Хмельницька область). Після 8-го класу ЗОШ № 4 вступив до київського військового ліцею, 2002 року закінчив Київський військовий інститут зв'язку.
Помічник начальника зв'язку, 30-та окрема механізована бригада. Проходив стажування в штаті Техас, США.
У березні 2014 року капітан Обухівський вирушив на кордон до Криму, служив на Чонгарі, в містах Донбасу. 3 серпня батальйон переведений до села Степанівка. У ніч проти 13 серпня 2014 року загинув у бою з терористами в селі Степанівка Донецької області. Тоді ж полягли майор Микола Лісовський, майор Сергій Гордієнко, сержант Олександр Гордійчук, солдат Ян Даманський та ще один військовослужбовець, особа якого остаточно не встановлена.
Вдома залишилися мама Людмила Павлівна, дружина та син 2003 р.н. Похований в місті Старокостянтинів 5 вересня 2014-го.

## Нагороди та вшанування
- 14 листопада 2014 року за особисту мужність і героїзм, виявлені у захисті державного суверенітету та територіальної цілісності України, вірність військовій присязі під час російсько-української війни, відзначений — нагороджений орденом Богдана Хмельницького ІІІ ступеня (посмертно).
- Вшановується 13 серпня на щоденному ранковому церемоніалі вшанування українських захисників, які загинули цього дня у різні роки внаслідок російської збройної агресії[1].
- Його портрет розміщений на меморіалі «Стіна пам'яті полеглих за Україну» у Києві: секція 2, ряд 5, місце 35.
- Почесний громадянин Звягеля (посмертно; рішення Новоград-Волинської міської ради від 24.07.2020 № 1002)[2]
- весною 2016 року в старокостянтинівській ЗОШ № 4 відкрито меморіальну дошку Олегу Обухівському.
- у Військовому інституті телекомунікацій та інформатизації імені Героїв Крут відкрито меморіал загиблим випускникам — серед них викарбуване й ім'я Олега Обухівського.[3]